# Baird Park
Baird Park es un área no incorporada ubicada en el condado de Los Ángeles en el estado estadounidense de California.

## Geografía
Está ubicada en las coordenadas 34°5′13″N 118°10′52″O / 34.08694, -118.18111, a una altitud de 162 metros sobre el nivel del mar.